# Philippe Bonnin
Philippe Pierre Bonnin (Boulogne-Billancourt, 1955. április 30. –) olimpiai bajnok francia tőrvívó.